# Kraljevina Kastilija
Kraljevina Kastilija je bila jedna od srednjovjekovnih kraljevina na Pirinejskom poluotoku. Nastala je kao autonomna politička cjelina u 9. stoljeću kao grofovija koja je bila vazal Kraljevini Leónu. Ime je dobila po velikom broju tvrđava - "kastiljos" (španjolski: castillos) koji su bili razasuti po čitavom njenom području.

## Povijest Castille

### 9.i10. stoljeće
Kastilija se prvi puta spominje u dokumentima koji datiraju iz 800. godine. Grofoviju Kastiliju naselili su uglavnom stanovnici kantabrijskog, asturijskog, baskijskog i gotskog porijekla koji su govorili posebnim dijalektom romanskog jezika, kastiljanskim. Prvi grof Kastilije, Rodrigo Kastiljski vladao je od 850. do 873. godine kao vazal Ordoña I. Asturijskog i Alfonsa III. Velikog. Godine 931. grof Fernán González pretvara Kastiliju u nasljednu grofoviju, neovisnu od utjecala leonskih kraljeva.

### 11.i12. stoljeće- ujedinjenje s Kraljevinom León
Sančo III. Navarski je postao vladarom Kastilije 1028. godine nakon smrti grofa Garcíe Sáncheza, jer je bio oženjen njegovom sestrom. 1035. ostavio je grofoviju svom sinu Fernandu (Ferdinandu), čime Kastilija postaje kraljevina. Ferdinand je bio oženjen Sanchom, sestrom Bermudo III., kralja Leóna. Ferdinand provocira bitku kod Tamaróna u kojoj gine Bermudo III. Kako nije imao nasljednika, njegov šurjak, Ferdinand I. Kastiljski polagao je pravo na leonsko prijestolje. Tada dolazi do ujedinjenja ova dva kraljevstva.
Nakon smrti Ferdinanda I. 1065. godine, slijedeći tradiciju da se kraljevstvo dijeli među sinovima, Kastilija je podijeljena između njegova dva sina, Sanča i Alfonsa. Alfons je dobio León, a Sančo Kastiliju. Drugoj dvojici sinova, Garciji i Urraci dao je Galiciju i Zamoru. Sančo i Alfons su napali svog brata Garciju i oteli mu Galiciju. Sančo, nezadovoljan Kastilijom i polovicom Galicije napada svog brata Alfonsa i otima mu León uz pomoć El Cida. Urraca je pružio utočište glavnini leonske vojske i prima ih u Zamoru. Sančo opkoljava Zamoru, no 6. listopada 1072. ubija ga galicijski plemić Bellido Dolfos, što uzrokuje povlačenje kastilijske vojske. Tako je Alfons povratio, ne samo svoje prijestolje, nego i kastilijsko i galicijsko, čime dolazi do drugog ujedinjenja koje će trajati nekoliko generacija.
Za vrijeme Alfonsove vladavine Kastilija je razvila diplomatske odnose s drugim europskim kraljevinama, posebice s Francuskom, jer je Alfons udao svoje dvije kćeri, Uraccu i Teresu, s Rajmondom Burgundskim i Henrikom Lorenskim. Na saboru u Burgosu 1080. godine, Alfons zamjenjuje tipično kastilijsko-leonski obred vjenčanja s romanskim.
Kada je Alfons VI. umro naslijedila ga je kći Uracca I. koja se po drugi put udala za Alfonsa I. Aragonskog čime je došlo do ujedinjenja Kraljevine Aragona s Kraljevinom Kastilijom. No, ovo ujedinjenje nije baš uspjelo zbog sukoba aragonskog i kastilijskog plemstva, pa je Alfons I. otjerao Uraccu 1114. godine što je još više zahladilo odnose ovih dvaju kraljevstava. Iako je papa Paskal II. poništio njihov brak, njih dvoje se nisu rastali. Uracca se morala suočiti i sa sinom iz prvog braka kako bi izborila svoja prava nad kraljevstvom.
Nakon njene smrti taj ju je sin naslijedio na kastilijskom prijestolju i vladao kao Alfons VII. od Leóna i Castille. On je odustao od osvajanja mediteranske obale u korist nove unije Aragona, koja nastaje brakom Petronile kćeri aragonskog kralja, i Ramóna Berenguera IV. grofa od Barcelone. Nakon Alfonsove smrti, kraljevstvo se opet dijeli među njegovim sinovima: Sančom III. i Ferdinandom II.

### Razvoj gradova (burgosi)
Od 11. stoljeća, duž cijele hodočasničke rute Puta za Santiago, počeli su se formirati burgosi - preteče gradova (utvrđenja naseljena svećenicima, plemićima i običnim narodom), od Riohe ka Kraljevini Galiciji. Isprva su se burgosi osnivali iz isključivo obrambenih razloga, i gradili su se obično pored granica. Bila su to mjesta u kojima je uvijek bio veliki postotak vojske i naoružanja. No vremenom će hodočašće učiniti da gradovi pored vojne, razviju i ekonomske i trgovačke aktivnosti. Pojavljuje se građanski stalež - stanovnici burgosa su se uglavnom bavili obrtom i trgovinom, za razliku od plemstva koje je imalo prihode isključivo od poljoprivrede. Od velike je važnosti i pojava židovskih zajednica u 11. stoljeću koje su dolazile s juga, iz Al-Anadaluza. Židovi su se naselili u Kastiliji kao trgovci, obrtnici i zemljoradnici.

### 12. stoljeće- odnoskršćanstvaiislama
U 12. stoljeću Europa će doživjeti veliki napredak u intelektualnom smislu, zahvaljujući dijelom i Kastiliji. Mnoga klasična djela koja su bila nepovratno izgubljena i pala u zaborav, očuvala su se u arapskim prijevodima. U Kastiliji, nadbiskup Toleda i upravnik Kastilije, Raymundo osniva Prevoditeljsku školu (Escuela de Traductores) (1130. – 1187.) čiji će osnovni zadatak biti prevođenje klasičnih filozofskih i znanstvenih djela Antičke Grčke s arapskog na latinski. Prevođena su djela koja su pisali i arapski autori.Put za Santiago je obosmjerno u mnogočemu doprinio razmjeni znanja između Kastilija, Leóna i Europe. U 12. stoljeću će se pojaviti i mnogobrojni viteški redovi po ugledu na europske, kao npr. red Calatrava, Alcantara i Santiago. Također se osnivaju cistercitske opatije.

### 13. stoljeće- konačno ujedinjenje
Godine 1230. dolazi do posljednjeg i definitivnog ujedinjenja Kastilije i Leóna kada Ferdinand III. nasljeđuje od svoje majke Berenguele kraljevinu Kastiliju (1217.), i od svog oca Alfonsa IX., León (1230.) Istovremeno je iskoristio opadanje almohavidskog carstva i osvojio je dolinu Guadalquivira, a njegov sin Alfons je osvojio Murciju. Taj trenutak se smatra nastankom Krune Kastilije. Kraljevine Kastilija i Leon su zadržale svoj pravni sustav - npr. osobama iz Kastilije u Leonu se sudilo po zakonima kraljevine Kastilije.

### 15. stoljeće- ujedinjenje s Aragonom
Godine 1474. umire Henrik IV., kralj Kastilije, i između te godine i 1479. dolazi do borbe oko prijestolja Krune Kastilije između pristalica njegove sestre, Izabele, i Ivane Beltrance, legitimne Henrikove kćeri koja je bila udana za Portugalskog kralja, u kojoj je Izabela pobijedila. Da je Ivana pobijedila, Kastilija bi se ujedinila s Portugalom, a ne s Aragonom.
Godine 1469. tajno se vjenčaju Izabela I. od Kastilije i Ferdinand, nasljednik aragonskog prijestolja. Ovim brakom se ujedinjuju krune Kastilije i Aragona 1479., iako to ujedinjenje nije službeno do vladavine njihovog unuka, Karla I. od Španjolske. 1492. godine Izabela i Ferdinand zauzimaju Granadu, dolazi do protjerivanja Židova, a Kolumbo u službi kraljice otkriva Ameriku.
| Popis kršćanskih kraljevina na Pirenejskom poluotoku od Rekonkviste do danas |                     |                     |                 |                      |                   |                      |                     |                     |                     |
| Portugal                                                                     | Španjolska          | Španjolska          | Španjolska      | Španjolska           | Španjolska        | Španjolska           | Španjolska          | Španjolska          | Španjolska          |
| Portugal                                                                     | Kruna Kastilije     | Kruna Kastilije     | Kruna Kastilije | Kruna Kastilije      | Kraljevina Navara | Kruna Aragonije      | Kruna Aragonije     | Kruna Aragonije     | Kruna Aragonije     |
| Portugal                                                                     | Kraljevina Galicija | Kraljevina Asturija | Kraljevina Leon | Kraljevina Kastilija | Kraljevina Navara | Kraljevina Aragonija | Grofovija Barcelona | Kraljevina Valencia | Kraljevina Mallorca |